# Danakil-mélyföld
A Danakil-mélyföld egy sivatagi medence, földrajzi szakszóval: valódi depresszió Etiópia északkeleti részén és Dél-Eritreában. A mintegy százezer afar által lakott terület a Föld legszárazabb és legmelegebb vidéke — a talaj mentén közel 70 °C-ot is mértek már. A National Geographic Magazine szerint ez „a legkegyetlenebb hely a Földön”.
Lesüllyedése lemeztektonikai folyamatok (riftesedés) eredménye; legmélyebb pontja száz méterrel van a tengerszint alatt. A mélyföldön két tűzhányó működik: az Erta Ale és a Dabbahu. Az előbbi bolygónk három, mindig aktív tűzhányójának egyike, a helyiek szerint: „hegy, ami mindig dohányzik”.
A felszín kialakításában jelentős az ún. fizikai mállás és a szélhatás (defláció) szerepe. Talaja szürkeföld és sós talaj; a száraz és forró, lefolyástalan területek közepén sós tavak képződnek. A kisebb tavakból sót nyernek ki, és ezt az etiópok fizetőeszközként is használják. Számottevő mennyiségű káliumot bányásznak, és abból Európában gyártanak műtrágyát.
Észak-etiópiai részét lenyűgöző színvilága és a mindig fortyogó vulkánok miatt évente több száz turista keresi fel.
Arról is nevezetes, hogy itt találták meg Lucy, a 3,2 millió éves emberelőd maradványait.
A sivatagban 1888-ig fennállt szultánság székhelye Asayita volt. Az Avas folyón, Assab környékén a múlt század derekán kikötőt építettek. Mengisztu Hailé Mariam rendszerének bukása után ide menekült több fegyveres csoport, és ezek miatt a környék ma sem biztonságos.

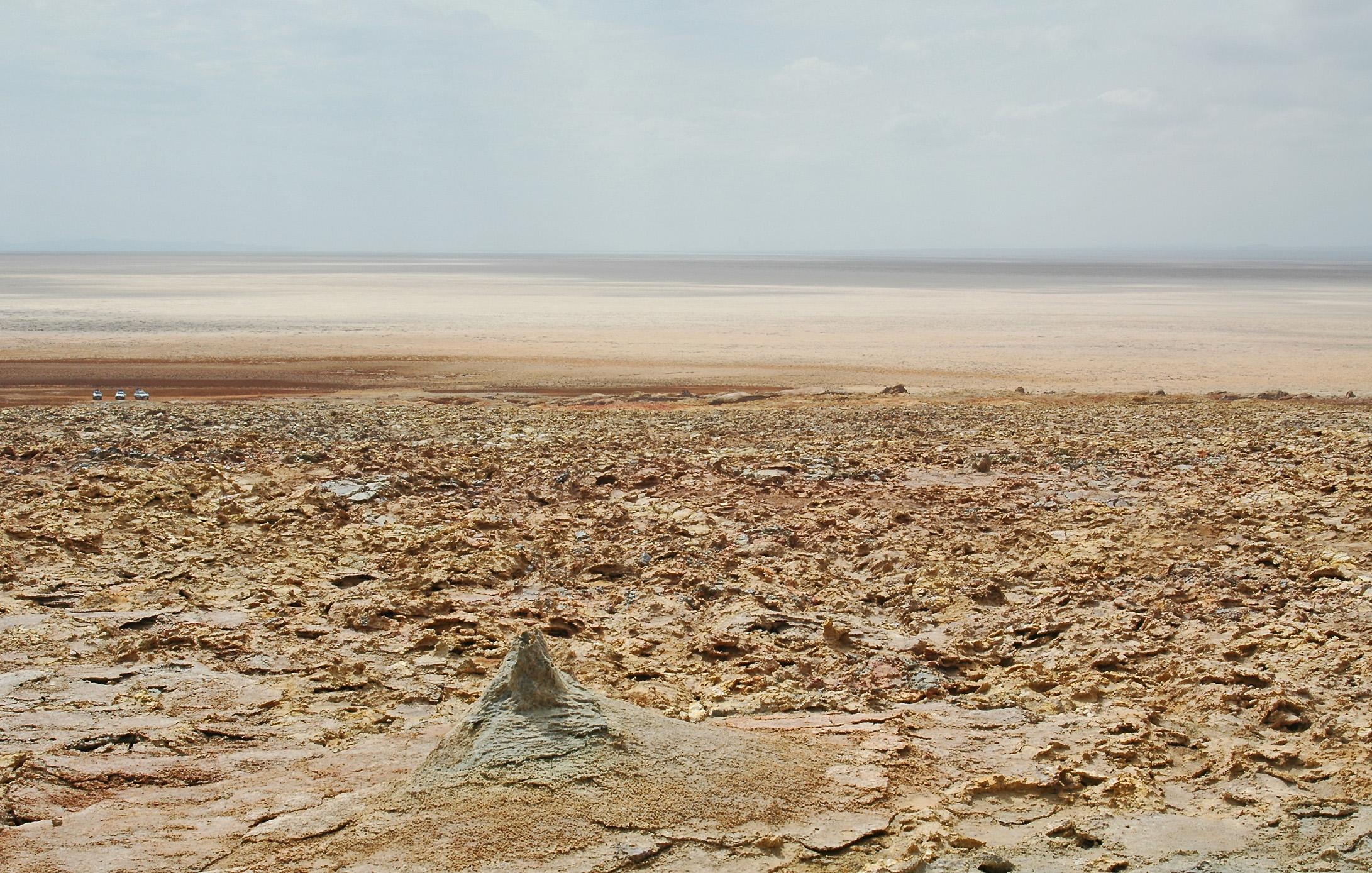
Danakil sivatagi tájkép

## Fordítás
- Ez a szócikk részben vagy egészben  a   Danakil Depression című angol Wikipédia-szócikk ezen változatának fordításán alapul.  Az eredeti cikk szerkesztőit annak laptörténete sorolja fel. Ez a jelzés csupán a megfogalmazás eredetét és a szerzői jogokat jelzi, nem szolgál a cikkben szereplő információk forrásmegjelöléseként.
- Ez a szócikk részben vagy egészben  a   Danakil Somalia című német Wikipédia-szócikk ezen változatának fordításán alapul.  Az eredeti cikk szerkesztőit annak laptörténete sorolja fel. Ez a jelzés csupán a megfogalmazás eredetét és a szerzői jogokat jelzi, nem szolgál a cikkben szereplő információk forrásmegjelöléseként.